# Huis Mulle de Terschueren

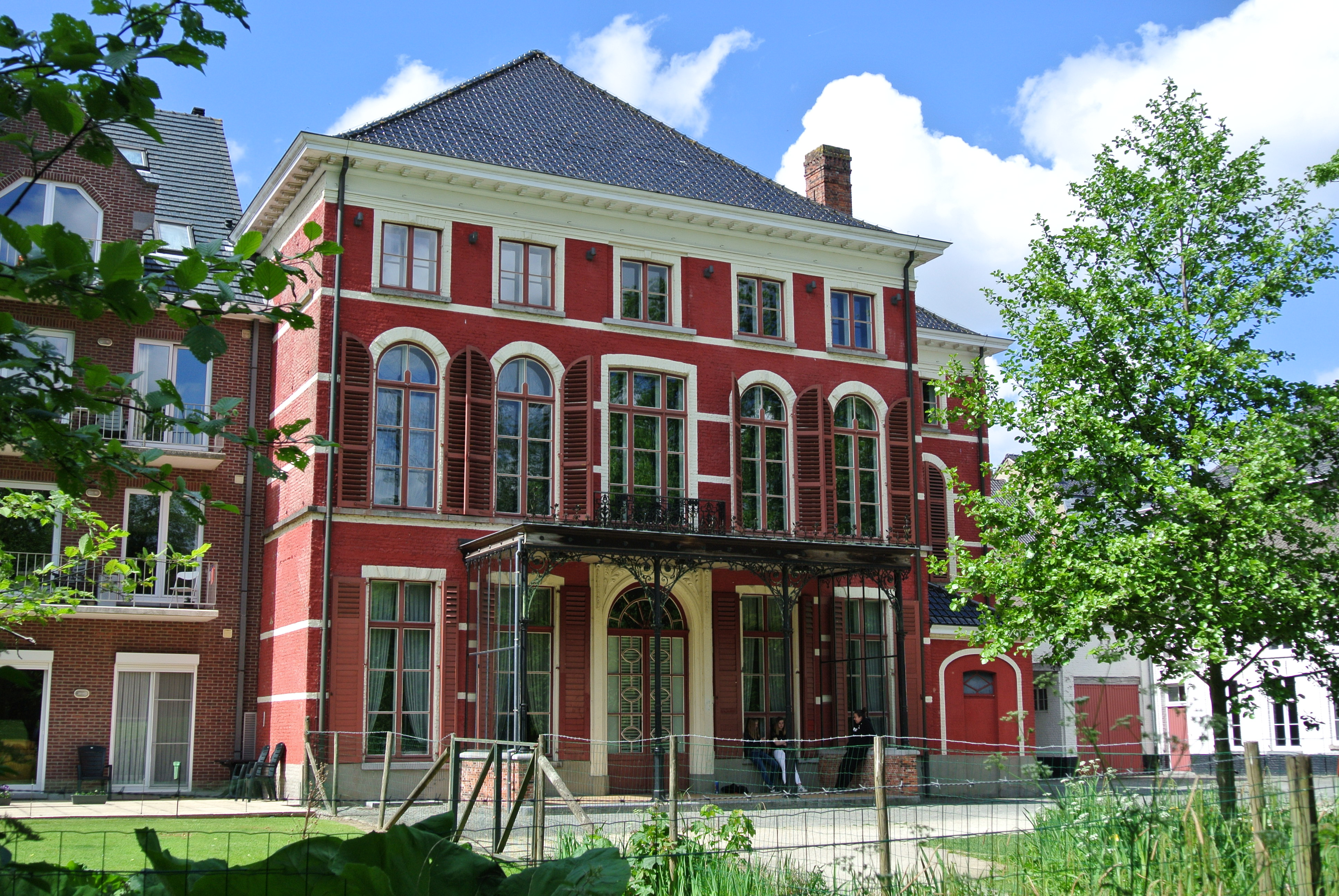
Achterzijde van Huis Mulle de Terschueren

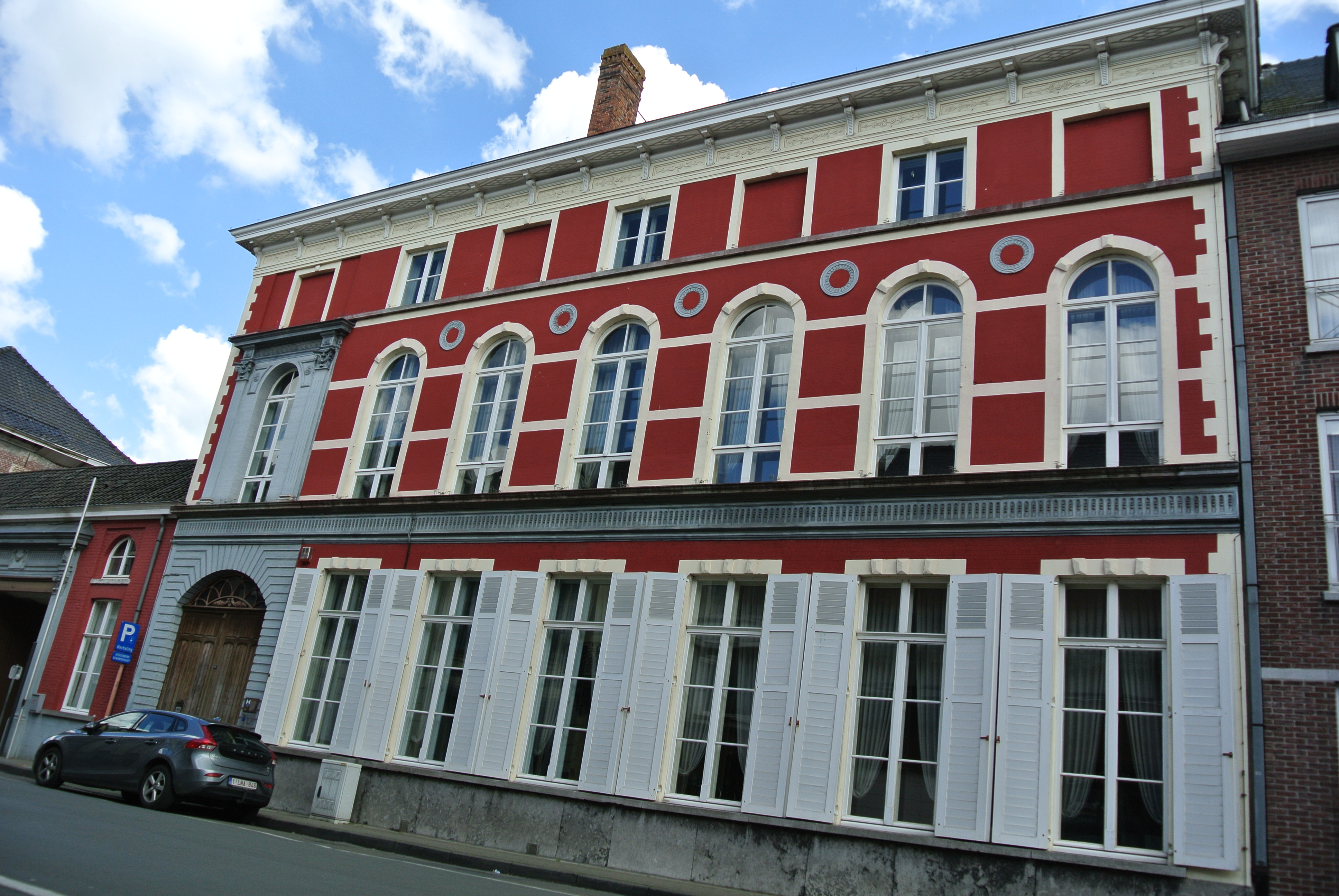
Voorzijde Huis Mulle de Terschueren

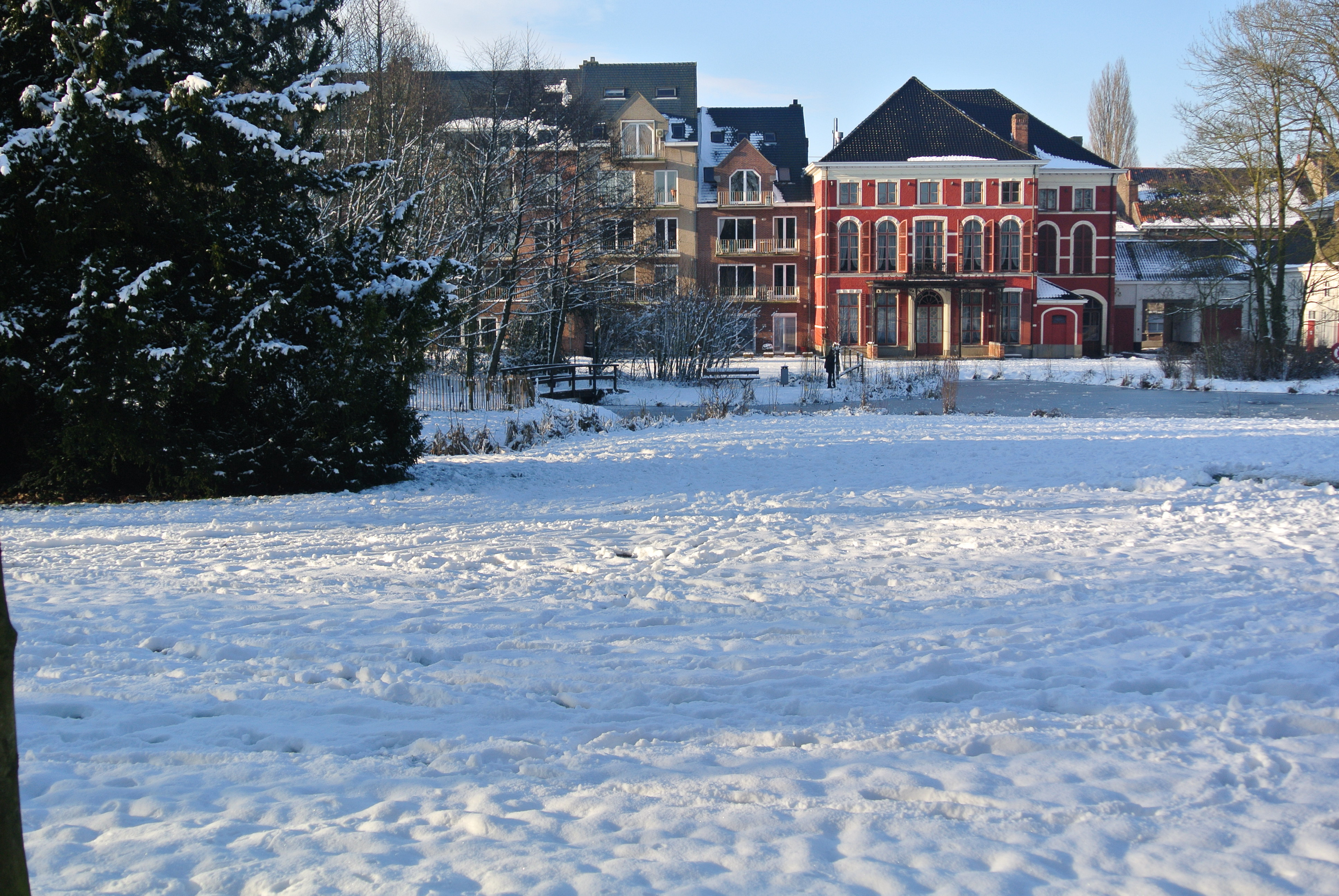
Huis Mulle de Terschueren in de sneeuw

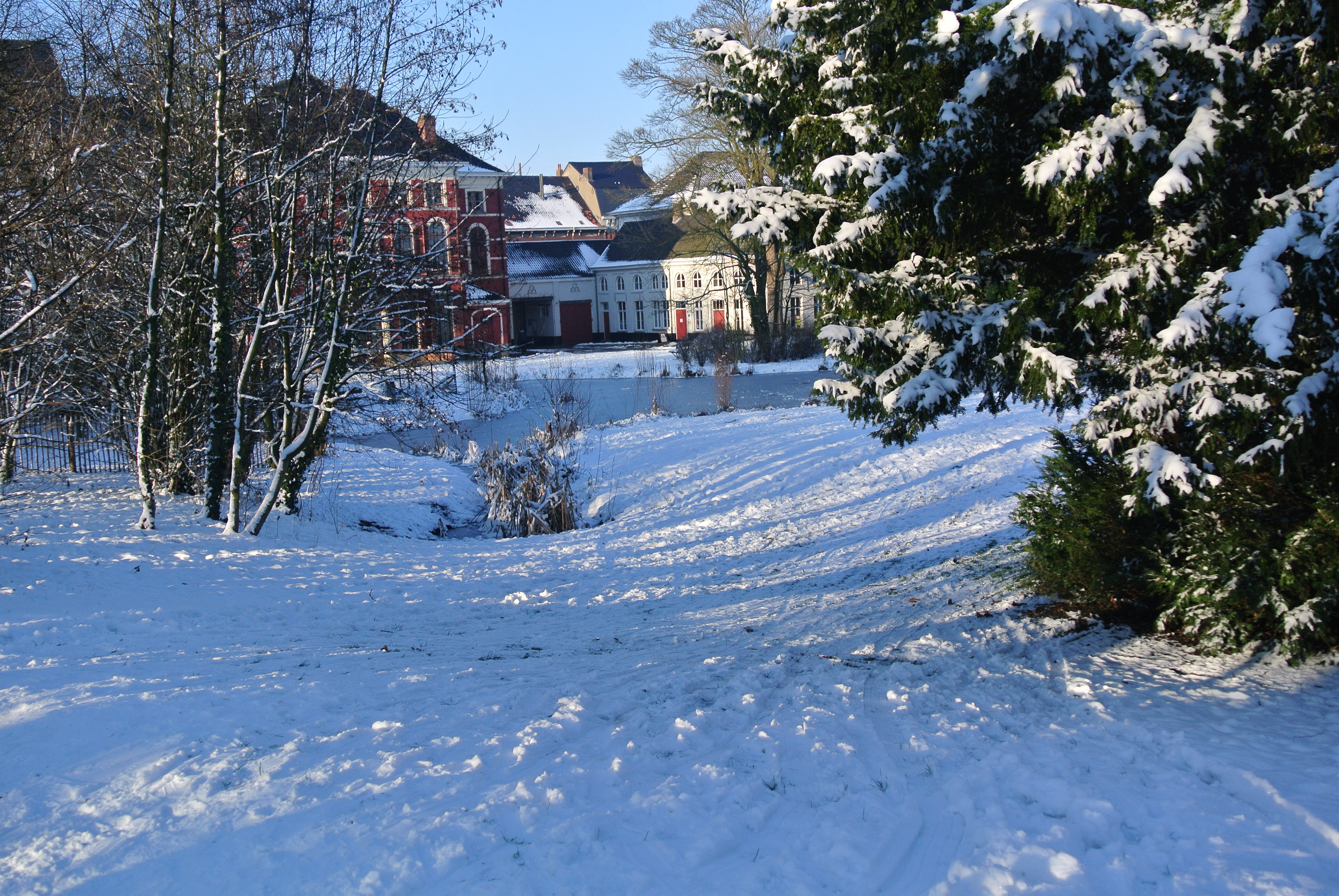
Koetshuis in de sneeuw

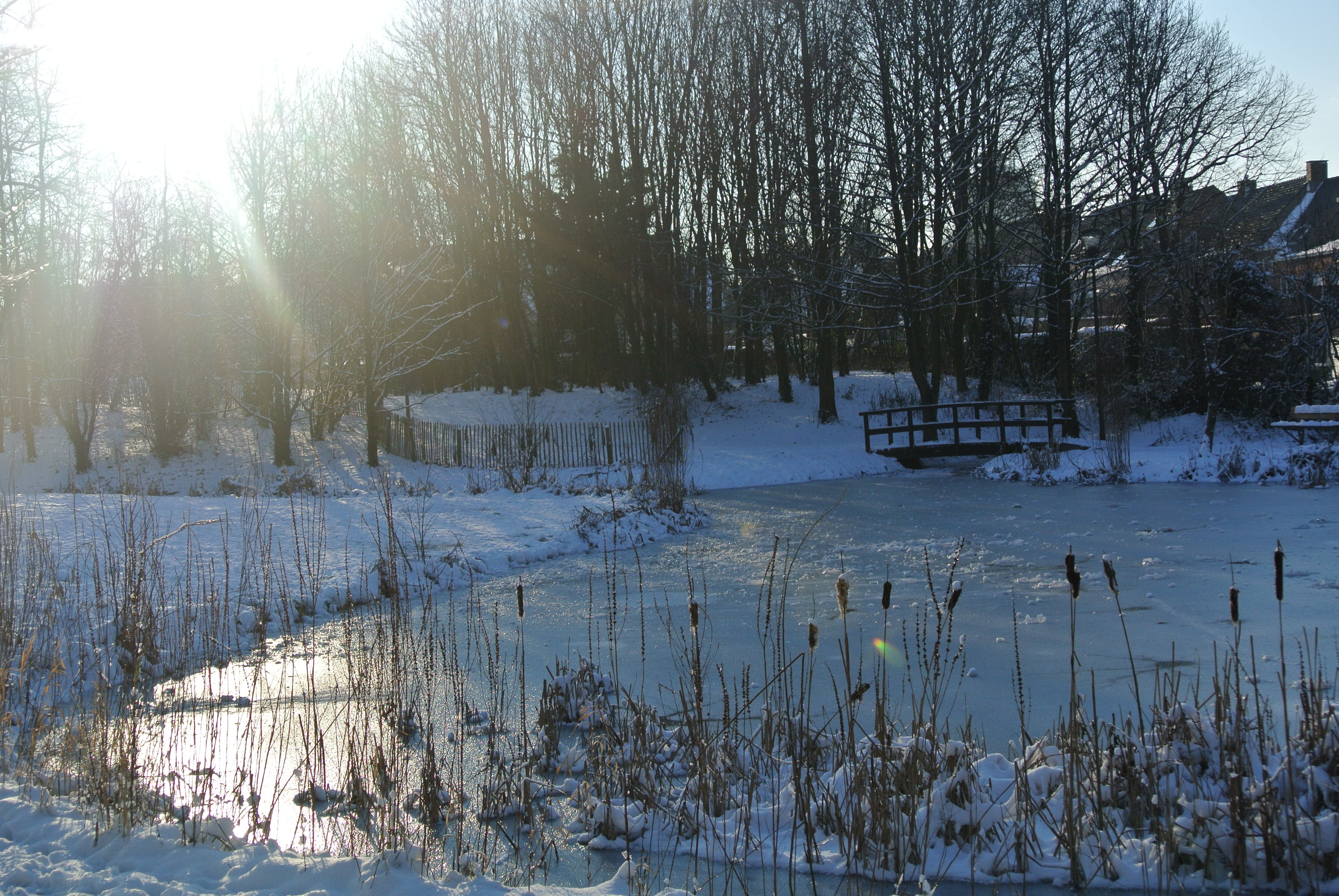
Stadspark in de sneeuw, met vijver en brugje

Huis Mulle de Terschueren is een oud herenhuis in de Belgische stad Tielt gelegen in de Ieperstraat. Het ligt naast het Tieltse stadspark. Het huis is beschermd als erfgoed. Het herenhuis is vandaag eigendom van Stad Tielt en wordt gebruikt voor officiële ceremonies en als toeristische dienst.

## Geschiedenis
Mulle de Terschueren is een geklasseerd huis dat dateert uit 1824. Het huis werd gebouwd in opdracht van de familie Mulle de Terschueren. Mulle de Terschueren is een kopie van het ouderlijke huis van Emile-Pierre de Terschueren te Gent. Hij woonde er samen met zijn vrouw Adilie Van der Meulen en hun vijf kinderen. In 1830 was Emile-Pierre secretaris van het kiescollege van het district Tielt voor de verkiezing van het Nationaal Congres. Hij werd tevens verkozen, maar wees dit af. In 1843 werd de familie Mulle de Terschueren opgenomen in de Belgische adel. In 1856 betrok zoon Adile-Eugène het huis. Adile-Eugène was politiek actief als volksvertegenwoordiger en senator. Emile-Adilie-Marie (1876-1962) een kleindochter van Emile-Pierre Mulle de Terschueren was de laatste telg van de familie die het huis bewoonde. Na haar dood kwam het huis in handen van haar achterkleinneef.

## Beschrijving
Het huis is neoclassicistisch en bestaat uit twee bouwlagen en een halve verdieping. Het huis werd gebouwd met baksteenmetselwerk uit de streek. Aan de linkerkant van het huis is er een koetshuis aangebouwd. Alle vensterramen hebben nog hun oorspronkelijke kozijnindelingen. De bel-etage is voorzien van empirische rondboogvensters. De inkom is een dubbele korfboogdeur die geaccentueerd wordt door vooruitgestreken strekse imitatievoegen.

## Heden
In 1986 heeft stad Tielt Mulle de Terschueren gekocht en gerenoveerd. De tuin is een stadspark geworden. Het huis zelf wordt gebruikt voor allerlei officiële aangelegenheden, zoals jubileums en huwelijken. Ook de dienst voor toerisme en het streekbezoekerscentrum voor Tielt en de regio van het Brugse Ommeland hebben hun onderkomen in Mulle de Terschueren. Er is ook nog de permanente Europazolder, een tentoonstelling over Europa. Naast deze tentoonstelling is er in het koetshuis ook een interactieve tentoonstelling over de rol van Tielt tijdens de Eerste Wereldoorlog.
Ook voor een overnachting kun je terecht in het fietshotel in het koetshuis.